# Puerto de San José
Puerto de San José, o semplicemente San José, è un comune del Guatemala facente parte del dipartimento di Escuintla.
Il comune venne istituito il 19 giugno 1920, ma fin dal 1855 la località era diventata il principale porto del Guatemala, grazie al trasferimento disposto tre anni prima del centro per i trasporti marittimi inizialmente stabilito a Iztapa, il cui porto si era però rivelato presto insufficiente per reggere il crescente traffico. Il vecchio porto è stato successivamente sostituito dalla nuova struttura di Puerto Qutzal, che resta comunque sul territorio comunale.